# Čitluk (gmina Sokobanja)
Čitluk (cyr. Читлук) – wieś w Serbii, w okręgu zajeczarskim, w gminie Sokobanja. W 2011 roku liczyła 651 mieszkańców.